# Friedrich August Bouterwek

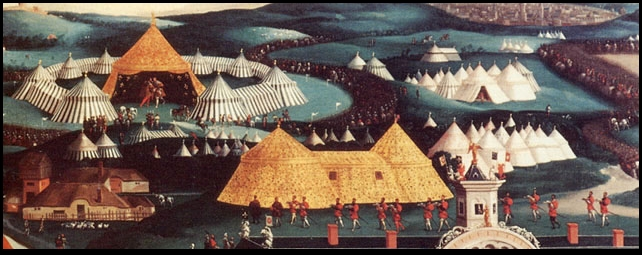
Camp du Drap d'Or.

Friedrich August Bouterwek, född den 9 februari 1806 i Övre Schlesien, död den 11 november 1867 i Paris, var en tysk målare. Han var brorson till Friedrich Ludewig Bouterwek. 
Bouterwek studerade i Berlin och i Paris under Delaroche. Efter ett par års vistelse i Italien slog han sig ned i Paris och bodde där till sin död. Han målade hufvudsakligen framställningar ur mytologien och den bibliska historien: Orestes, förföljd av eumeniderna (1833), Isak och Rebecka (1840) samt Jakob och Rakel (1844) med flera. 